# Pete Thomas
Ne doit pas être confondu avec Peter Thomas.
Pete Thomas, né le 9 août 1954 à Hillsborough, est un batteur britannique.

## Biographie
Il est notamment connu pour avoir accompagné Elvis Costello et dans le cadre du groupe The Attractions (en).
Tom Waits dit de lui qu'il est « l'un des meilleurs batteurs de rock encore en vie ».